# Gazmend Hoxha
Gazmend Hoxha (ur. 27 lipca 1977 w Korroticë e Epërme) – kosowski policjant.

## Życiorys
Służbę w kosowskiej Policji rozpoczął w 2000 roku, początkowo stacjonował w Prisztinie. W maju 2009 roku został mianowany dyrektorem Komendy Rejonowej w Uroševacu, a w marcu następnego roku objął funkcję naczelnika Wydziału Zwalczania Przestępczości Zorganizowanej.
Od 2020 do 2023 roku piastował stanowisko dyrektora działu operacyjnego, po czym został dyrektorem generalnym całej formacji.

## Awanse[1]
- rreshter (2002)
- toger (2003)
- kapiten (2005)
- major (2006)
- nënkolonel (2011)
- kolonel (2019)